# Mutt
Mutt je poštovní klient fungující v textovém rozhraní v systémech na bázi Unixu. Původně byl napsán Michaelem Elkinsem v roce 1995 a v témže roce vydán pod licencí GNU General Public License. Zprvu velmi připomínal program elm (další z poštovních klientů), v pozdější verzích pak klient slrn.
Mutt podporuje většinu poštovních formátů (jako např. mbox a Maildir) a protokolů (POP3, IMAP, atd.). Také zahrnuje podporu MIME (S/MIME).
Mutt je čistě poštovní klient (Mail User Agent - zkráceně MUA) a sám od sebe nemůže posílat e-maily. Aby tomu tak mohlo být, potřebuje ke své správné funkčnosti speciální program, určený k doručování zpráv na cílový systém (Mail Transfer Agent – zkráceně MTA). V Unixu je to běžně démon sendmail.
Je velice dobře konfigurovatelný, obsahuje stovky příkazů. Umožňuje změnu všech klávesových zkratek a psaní vlastních maker a spolu s tím změnu celého vzhledu a velké části rozhraní. Existuje také mnoho záplat a rozšíření přidávající další funkce (např. podporu NNTP - protokolu pro síťové diskuzní skupiny v Internetu).